# Обикновен пчелояд
Обикновеният пчелояд (Merops apiaster) или европейски пчелояд е може би най-красивата като многоцветие птица, обитаваща България. Прелетен вид. Спада към семейство Пчелоядови от разред Синявицоподобни. Пчелоядът е защитен вид, числеността му непрекъснато намалява, но не е изчезващ такъв и все още не е включен в Червената книга, популацията му в цялата страна не надхвърля 27 500 индивида. Други различни от него видове от същото семейство са: по-рядко срещания в България, не така ярко пъстър, гнездящ и на равнинни места Зелен пчелояд, Вълшебния пчелояд (Pcheloiadis mishis prois), обитаващите Африка Белочел пчелояд и Мадагаскарски пчелояд, в Австралия – Пчелояд на дъгата – Merops ornatus (англ. Rainbow Bee-eater) и т.н. В северозападните български земи обикновеният (европейски) пчелояд се нарича и „Благория“.

## Физически характеристики
Големината му с малко надхвърля тази на дрозда и може да достигне до около 200 грама, на дължина тялото му е 25 – 30 см, има дълга черна човка заострена, леко извита надолу, с широк размах на крилете 35 – 45 см и топчести тяло и глава. Мъжкият е малко по-едър от женската. Оперението на мъжките и на женските е еднакво, то е хармонично многоцветно – комбинация от ярко сини гърди с метален блясък, златисто жълта гушка, зелено коремче, с бяла лента на челото и тила и черни огърлици (огърлицата през зимата липсва). Крилата на пчелояда отгоре са оранжево тъмночервени и златисти, а отдолу кремави до пепеляво-сиви. Ирисите на очите му са оранжеви. При младите оперението не е така ярко, липсват огърлица и удължени пера по опашката. При ловуване често лети високо, планирайки с широко отворени криле, като от време на време прави бързи махове. Централните пера на опашката са силно удължени което му позволява да прави в полет характерни резки завои. Лесно се познава даже ако лети на голяма височина по типичното за него чуруликане с подсвиркващи звуци.

## Разпространение
В цяла България, най-вече в Добруджа – Балчик, Крапец, Дуранкулак но и в Тракия – Момчилград, Мандренското езеро и крайбрежието край Бургас, в Северозападна България, въобще в ронливите пясъчни и льосовите брегове на Българското Черноморие, Дунав и притоците му, край Марица, Струма и другите български реки в местности със стръмни форми изградени от мека почва.

Най-голямата колония на пчелояди в България е „Стената“, разположена югозападно от Тутракан. Там се намират големи гнездови колонии (по над 100 двойки), разположени на отвесни льосови стени. „Стената“ е обявена е за Орнитологично важно място и защитена зона по европейската директива „Натура 2000“. Подобна колония е „Фунията“ в Северозападна България. Видът се размножава в широк ареал от Южна Европа и северозападна Африка до Северна Индия, но също и в Южна Африка. В България се среща из цялата страна в открити, сухи места в равнините и предпланините.

## Начин на живот и хранене
Прелита от Южна Африка към средата или края на април. Отлита масово през август – септември. Тогава големи ята могат да се наблюдават, накацали по жици и дървета за нощувка. Прелетът понася трудно, средно от 3 отлетели от страната птици оцелява и се завръща само една. Живее на ята и лети на орляци от по 5 – 6 до 70 и повече птици. Пчелоядите са изключително социални птици, дори си сътрудничат при отглеждането на малките. Пчелоядът е насекомоядна птица. Пчелната отрова практически не му действа, поради което се храни предимно с жилещи насекоми – пчели, оси, рядко стършели, а и също с водни кончета, пеперуди, бръмбари и др., като хваща насекомите в полет, а в дъждовно време на входа на кошерите, лови и пчели-майки при сватбуването им. Според пчеларските легенди един пчелояд дневно може дневно да погълне няколкостотин летящи пчели, а за сезон за изхранването на един пчелояд са необходими 30 – 40 000 пчели, други сочат, че възрастна двойка улавя 10 – 12 000 пчели, но всъщност в България достоверните научни проучвания са установили, че в стомахчетата на пчелоядите са намирани не-повече от 36 пчели, а също и водни кончета и остатъци от твърдокрили насекоми (П. Дренски и В. Величков), същевременно птицата унищожава и много оси, стършели и други насекоми вредители по пчелите и гони от пчелините по-малките от нея лястовици, скорци и други също хранещи се с пчели птици. При ловуване полета му е изящен и стремителен. Птицата лети сравнително високо, заедно, но независимо от орляка на който е част, подобно на лястовиците, като бързо променя посоката на полета си или застива на място крепейки се на въздушните течения, като не спира да издава характерните подсвиркващи звуци. Лови пчелите във въздуха по време на полет или изчаква жертвите си, кацнал по сухи клони на дърветата или електропроводи около кошерите. Пчелоядите могат да нанасят щети на пчелините, особено когато в края на лятото (август-септември) след излюпване на малките птици се събират на орляци за отлитане, както и напролет – при долитане в България.

## Размножаване
Устройва гнездото си в направени от него дълбоки дупки, като избира места, пресечени от реки и долове със стръмни брегове и рядка растителност. В бреговете прави дълбоки до 3 м тунели завършващи в края с разширение (гнездова камера), в което се устройва гнездото. При липса на най-подходящи условия (отвесни стени) копаят дупка и в полегат склон (например в диги, насипи, пясъчни и подобни кариери). Гнезди на колонии по отвесни песъчливи брегове, най-често по Черноморието и по бреговете на реки. Гнездовата камера е дълбока около 35 см и се издълбава с клюна от двете птици. Така направеното гнездо, при което мъжкият и женската изхвърлят около 2 кг пръст, се използва през целия живот на двойката птици. По време на гнезденето пчелоядите живеят като колония, в която всяка двойка се грижи за отглеждане на собственото си потомство. Женските снасят яйца през май и юни. Пчелоядът няма много неприятели, затова се размножава бързо. Женската снася от 3 до 8 бели яйца по 5 – 6 грама всяко, които се мътят и от двете птици, и през юни и юли след 20 дни от тях се излюпват малките. След храненето им около един месец те могат да извършат самостоятелен полет и малките напускат гнездото на 26 – 31 дневна възраст. Женската снася още веднъж яйца, които се излюпват без мътене, поради топлото време и равномерната температура вътре в гнездата. По такъв начин от една двойка през лятото теоретично може да се достигне ято от 15 пчелояда. След гнезденето пчелоядите се събират на орляци и мигрират, търсейки храна. Когато такива орляци се установят за по-продължително време до пчелина, загубите могат да бъдат големи.

## Допълнителни сведения
Тъй като се храни и с пчели в миналото, предвид закона за пчеларството от 1983 г., някои пчелари жестоко са разрушавали гнездата му (чрез засипване на входовете им, запушване и задушаване на цели птичи семейства по време на мътене на пиленцата (от края на май до 20 юни) като птиците са задушавани в гнездата им с напоени със сероводородни продукти парцали натъпкани във входа на тунелчето към жилището им, птичите семейства са живи погребвани като са запушвани изходите на гнездата им с топка трева и затъпкана пръст през периода на яйцеснасянето, също така са отстрелвани до 300 m в близост от пчелините или са ловени. Днес птицата е защитен вид и такова бракониерство е сериозно нарушение, преследвано от закона и строго забранено и наказуемо деяние съгласно разпоредбите за защита на биоразнообразието. Понастоящем се практикува връзването на ленти от станиол и цветни материали на жици из и около пчелина които блестят, шумят и веейки се плашат и отблъскват птиците, но не ги увреждат, най-просто е да се прогонят, като се бие празна тенекия, днес има и специални устройства с ултразвук. Видът е със статут на защитен по приложение № 2, чл.6 на Закона за Биологичното разнообразие (Видове, чиито местообитания подлежат на опазване). Видът е включен в приложение ІІІ на Бернската конвенция за опазване на дивата европейска флора и фауна и природните местообитания. Видът е застрашен от изчезване в целия или в голяма част от неговия ареал. Това е вид, чието опазване и управление е обект на международното сътрудничество и право.
На птицата са наречени село „Пчелояд“ Крумовградско, част от по-голямото село Рибино, община Кирково, област Кърджали и близкият до него „Рудник Пчелояд“ под връх Стръмни рид недалеч от шосето Момчилград – Крумовград, за който е издадена концесия включваща и добив на злато. На тях е наречено и геоложкото понятие – магматичния „Пчелояден дайков комплекс“ възникнал през олигоцена включващ риолитови тела, риолитови дайки и латитови дайки. В околността на селото са открити тракийски находки от античната епоха, това археологическото находище също носи името „Пчелояд“.
В България пчелоядите пребивават по 100 – 110 дни в годината и много рядко и то само в непосредствена близост до пчелините, пчелите достигат до 50 % от тяхната плячка. Пчелоядите се хранят с много голям брой насекоми и затова са полезни птици от гледна точка на стопанските интереси на човека 

## Куриози
По данни на списанието за нови технологии и комуникации Hicom military от 17.05.2012 Турция подозира, че Израел шпионира с обучени пчелояди околните страни.